# Історія змін адміністративно-територіального устрою Чернігівської області
Історія змін адміністративно-територіального устрою Чернігівської області у складі УРСР, та України.

## Історія адміністративно-територіального поділу Чернігівської області

### 1932
Утворена 15 жовтня 1932 в складі 36 районів:
1. Бахмацький — смт Бахмач.
2. Березнянський — смт Березна.
3. Бобровицький — с. Бобровиця.
4. Борзнянський — смт Борзна.
5. Буринський — с. Буринь.
6. Варвинський — м-ко Варва.
7. Велико-Бубнівський — с. Талалаївка.
8. Глухівський — м. Глухів.
9. Городнянський — смт Городня.
10. Дмитрівський — с. Дмитрівка.
11. Добрянський — смт Добрянка.
12. Іваницький — м-ко Іваниця.
13. Ічнянський — смт Ічня.
14. Козелецький — смт Козелець.
15. Конотопський — м. Конотоп.
16. Коропський — смт Короп.
17. Корюківський — смт Корюківка.
18. Кролевецький — смт Кролевець.
19. Мало-Дівицький — с. Мала Дівиця.
20. Менський — смт Мена.
21. Недригайлівський — с. Недригайлів.
22. Ніжинський — м. Ніжин.
23. Новгород-Сіверський — м. Новгород-Сіверський.
24. Носівський — м. Носівка.
25. Олишівський — м-ко Олишівка.
26. Остерський — смт Остер.
27. Понорницький — м. Понорниця.
28. Прилуцький — м. Прилуки.
29. Путивльський — смт Путивль.
30. Ріпкинський — смт Ріпки.
31. Роменський — м. Ромни.
32. Семенівський — смт Семенівка.
33. Середино-Будський — смт Середина-Буда.
34. Сновський — смт Сновськ.
35. Чернігівський — м. Чернігів.
36. Шосткинський — м. Шостка.

### 1933
- 1 грудня 1933 р. скасовано Чернігівський район.

### 1935
- 22 січня (17 лютого) 1935 р. створені Батуринський, Глинський, Грем'яцький, Дубов'язівський, Козлянський, Комарівський, Куликівський, Лосинівський, Любецький, Новобасанський, Сміливський, Сосницький,Срібнянський, Тупичівський, Хильчицький, Холмінський, Шалигинський, Есманський, Яблунівський, Ямпольський райони.
- 25 травня 1935 р. Сновський район перейменований на Щорський
- 31 серпня 1935 р. Есманський район перейменований на Червоний (центр — Червоне)
- в жовтні 1935 р. Козлянський район перейменований на Михайло-Коцюбинський.

### 1937
Станом на 1 січня 1937 р. має в своєму складі 55 районів і 1 місто обласного підпорядкування:
- Райони:
  1. Батуринський — с. Батурин
  2. Бахмацький — смт Бахмач
  3. Березнянський — смт Березна
  4. Бобровицький — м. Бобровиця
  5. Борзнянський — смт Борзна
  6. Буриньський — с. Буринь
  7. Варвинський — м-ко Варва
  8. Глинський — с. Глинськ
  9. Глухівський — м. Глухів
  10. Городнянський — смт Городня
  11. Грем'яцький — с. Грем'яч
  12. Дмитрівський — с. Дмитрівка
  13. Добрянський — смт Добрянка
  14. Дубов'язівський — с. Дубов'язівка
  15. Іваницький — м-ко Іваниця
  16. Ічнянський — смт Ічня
  17. Козелецький — смт Козелець
  18. Комарівський — с. Комарівка
  19. Конотопський — м. Конотоп
  20. Коропський — смт Короп
  21. Корюківський — смт Корюківка
  22. Кролевецький — м. Кролевець
  23. Куликівський — с. Куликівка
  24. Лосинівський — с. Лосинівка
  25. Любецький — с. Любеч
  26. Малодівицький — с. Мала Дівиця
  27. Менський — смт Мена
  28. Михайло-Коцюбинський — с. Михайло-Коцюбинське
  29. Недригайлівський — с. Недригайлів
  30. Ніжинський — м. Ніжин
  31. Новгород-Сіверський — м. Новгород-Сіверський
  32. Ново-Басанський — с. Нова Басань
  33. Носівський — м. Носівка
  34. Олишівський — м-ко Олишівка
  35. Остерський — смт Остер
  36. Понорницький — м. Понорница
  37. Прилуцький — м. Прилуки
  38. Путивльський національний російський — м. Путивль
  39. Ріпкинський — м-ко Ріпки
  40. Роменський — м. Ромни
  41. Семенівський — смт Семенівка
  42. Середино-Будський — смт Середина-Буда
  43. Смілівський — с. Сміле
  44. Сосницький — смт Сосниця
  45. Срібнянський — с. Срібне
  46. Талалаївський — с. Талалаївка
  47. Тупичівський — с. Тупичів
  48. Хильчицький — с. Зноб-Новгородське
  49. Холминський — с. Холми
  50. Червоний — с. Червоне
  51. Шалигинський — с. Шалигине
  52. Шосткинський — м. Шостка
  53. Щорський — м. Щорс
  54. Яблунівський — с. Яблунівка
  55. Ямпольський — с. Ямполь
- Міста обласного підпорядкування:
  1. м. Чернігів

### 1938
- 1938 р. створено Чернігівський район.

### 1939
- 10 січня 1939 р. до складу Сумської області передані Буринський, Глинський, Глухівський, Дубов'язівський, Конотопський, Кролевецький, Недригайлівський, Путивльський, Роменський, Середино-Будський, Смілівський, Талалаївський, Хильчицький, Червоний, Шалигинський, Шосткинський та Ямпільський райони

### 1940
Станом на 1 травня 1940 р. має в своєму складі 39 районів і 3 міста обласного підпорядкування:
- Райони:
  1. Батуринський — с. Батурин
  2. Бахмацький — м. Бахмач
  3. Березнянський — смт Березна
  4. Бобровицький — смт Бобровиця
  5. Борзнянський — смт Борзна
  6. Варвинський — м-ко Варва
  7. Городнянський — смт Городня
  8. Грем'яцький — с. Грем'яч
  9. Дмитрівський — с. Дмитрівка
  10. Добрянський — смт Добрянка
  11. Іваницький — м-ко Іваниця
  12. Ічнянський — смт Ічня
  13. Козелецький — смт Козелець
  14. Комарівський — с. Комарівка
  15. Коропський — смт Короп
  16. Корюківський — смт Корюківка
  17. Куликівський — с. Куликівка
  18. Лосинівський — с. Лосинівка
  19. Любецький — с. Любеч
  20. Малодівицький — с. Мала Дівиця
  21. Менський — смт Мена
  22. Михайло-Коцюбинський — с. Михайло-Коцюбинське
  23. Ніжинський — м. Ніжин
  24. Новгород-Сіверський — м. Новгород-Сіверський
  25. Новобасанський — с. Нова Басань
  26. Носівський — м. Носівка
  27. Олишівський — м-ко Олишівка
  28. Остерський — смт Остер
  29. Понорницький — с. Понорниця
  30. Прилуцький — м. Прилуки
  31. Ріпкинський — м-ко Ріпки
  32. Семенівський — смт Семенівка
  33. Сосницький — смт Сосниця
  34. Срібнянський — с. Срібне
  35. Тупичівський — с. Тупичів
  36. Холминський — с. Холми
  37. Чернігівський — м. Чернігів
  38. Щорський — м. Щорс
  39. Яблунівський — с. Яблунівка
- Міста обласного підпорядкування:
  1. м. Ніжин
  2. м. Прилуки
  3. м. Чернігів

### 1959
- 21 січня 1959 р. скасовані Грем'яцький, Добрянський, Іваницький, Комарівський, Тупичівський, Яблунівський райони.[1]
- 10 вересня 1959 р. скасовані Новобасанський і Срібнянський райони.[2]

### 1960
- 30 листопада 1960 р. скасовані Батуринський, Березнянський, Корюківський, Олишівський, Холминський райони.[3][4]

### 1962
- 30 грудня 1962 р. скасовані 14 районів: Борзнянський, Варвинський, Городнянський, Дмитрівський, Коропський, Куликівський, Лосинівський, Любецький, Малодівицький, Михайло-Коцюбинський, Носівський, Остерський, Понорницький, Сосницький райони. До категорії міст обласного підпорядкування віднесені міста Бахмач, Городня і Корюківка.[5][6] Після укрупнення залишилось 12 районів.[7]

### 1963
Станом на 1 січня 1963 р. має в своєму складі 12 районів і 6 міст обласного підпорядкування:
- Райони:
  1. Бахмацький — м. Бахмач
  2. Бобровицький — м. Бобровиця
  3. Ічнянський — м. Ічня
  4. Козелецький — смт Козелець
  5. Менський — м. Мена
  6. Ніжинський — м. Ніжин
  7. Новгород-Сіверський — м. Новгород-Сіверський
  8. Прилуцький — м. Прилуки
  9. Ріпкинський — смт Ріпки
  10. Семенівський — м. Семенівка
  11. Чернігівський — м. Чернігів
  12. Щорський — м. Щорс
- Міста обласного підпорядкування:
  1. м. Бахмач
  2. м. Городня
  3. м. Корюківка
  4. м. Ніжин
  5. м. Прилуки
  6. м. Чернігів

### 1965
- 4 січня 1965 р. відновлені Борзнянський, Городнянський, Коропський, Носівський, Сосницький, Срібнянський райони. До категорії міст районного підпорядкування віднесені Бахмач, Городня і Корюківка.[8][9]

### 1966
- 8 грудня 1966 р. відновлені Варвинський, Корюківський, Куликівський, Талалаївський райони.[10]

Станом на кінець 1966 р. має в своєму складі 22 райони і 3 міста обласного значення:
- Райони:
  1. Бахмацький — м. Бахмач
  2. Бобровицький — м. Бобровиця
  3. Борзнянський — м. Борзна
  4. Варвинський — смт Варва
  5. Городнянський — м. Городня
  6. Ічнянський — м. Ічня
  7. Козелецький — смт Козелець
  8. Коропський — смт Короп
  9. Корюківський — м. Корюківка
  10. Куликівський — смт Куликівка
  11. Менський — м. Мена
  12. Ніжинський — м. Ніжин
  13. Новгород-Сіверський — м. Новгород-Сіверський
  14. Носівський — м. Носівка
  15. Прилуцький — м. Прилуки
  16. Ріпкинський — смт Ріпки
  17. Семенівський — м. Семенівка
  18. Сосницький — смт Сосниця
  19. Срібнянський — смт Срібне
  20. Талалаївський — смт Талалаївка
  21. Чернігівський — м. Чернігів
  22. Щорський — м. Щорс
- Міста обласного підпорядкування:
  1. м. Ніжин
  2. м. Прилуки
  3. м. Чернігів

### 2020
У 2020 році було проведено адміністративно-територіальну реформу, в результаті якої Чернігівська область стала поділятись на 5 районів:
1. Корюківський — м. Корюківка
2. Ніжинський — м. Ніжин
3. Новгород-Сіверський — м. Новгород-Сіверський
4. Прилуцький — м. Прилуки
5. Чернігівський — м. Чернігів